# ستيفان سعيد
ستيفان سعيد (بالإنجليزية: Stephan Said)‏ هو مغني وعازف قيثارة ومغن مؤلف أمريكي، ولد في 30 مايو 1969.

## وصلات خارجية
- الموقع الرسمي
- ستيفان سعيد على موقع ميوزك برينز (الإنجليزية)
- ستيفان سعيد على موقع ميوزك برينز (الإنجليزية)
- ستيفان سعيد على موقع ديسكوغز (الإنجليزية)